# Abdülkadir Ömür
Abdülkadir Ömür (ur. 25 czerwca 1999 w Çarşıbaşı) – turecki piłkarz występujący na pozycji pomocnika w tureckim klubie Trabzonspor oraz reprezentacji Turcji. Uczestnik Mistrzostw Europy 2020.

## Sukcesy

### Klubowe
Trabzonspor
- Wicemistrz Turcji: 2019/2020
- Zdobywca Pucharu Turcji: 2019/2020
- Zdobywca Superpucharu Turcji: 2020